# Brett DiBiase
Brett DiBiase (Clinton, 16 marzo 1988) è un ex wrestler statunitense, meglio conosciuto per il suo tempo nella Florida Championship Wrestling, territorio di sviluppo della WWE. È un ex FCW Florida Tag Team Campion con Joe Hennig come The Fortunate Sons.
DiBiase è un wrestler di terza generazione. Sua nonna Helen Hild e il suo nonno adottivo "Iron" Mike DiBiase erano wrestler professionisti, così come lo era il padre, "The Million Dollar Man "Ted DiBiase. I due fratelli maggiori di DiBiase, Mike e Ted Jr., sono anch'essi wrestler professionisti.

## World Wrestling Entertainment / WWE

### Florida Championship Wrestling (2008-2011)
DiBiase fa il suo debutto nella Florida Championship Wrestling a soli 20 anni battendo nientemeno che Sheamus ma la settimana successiva viene sconfitto da Wade Barrett. Combatte ancora contro Gavin Spears, Dolph Ziggler e Sinn Bowdee ottenendo sia vittorie che sconfitte.
All'inizio del 2009, DiBiase inizia a combattere principalmente in coppia con Maverick Darsow. A fine marzo sconfigge Byron Saxton e Dylan Klein. Partecipa alla Battle Royal per decretare il primo sfidante per il FCW Florida Heavyweight Championship ma viene eliminato. Il 7 giugno perde contro Klein e inizia una rivalità con quest'ultimo che dura fino ad agosto.
Al pay-per-view Summerslam 2009, Brett DiBiase interferisce nel main event per il WWE Championship che vedeva contrapposti Randy Orton e John Cena per aiutare Orton. Il 24 agosto si unisce alla Legacy per una notte.
Dopo la sua apparizione a Raw, ritorna in FCW dove forma un tag team con Michael McGillicutty chiamato The Fortunate Sons. Il 14 gennaio 2010, DiBiase e McGillicutty sconfiggono i Dudebusters (Caylen Croft e Trent Barreta) e vincono i FCW Florida Tag Team Championship. Tuttavia, il 13 marzo, perdono i titoli contro gli Usos Brothers (Jimmy e Jey Uso). Nella puntata del 29 aprile, DiBiase incolpa McGillicutty per aver perso il titolo. I due si sfidano ma il match finisce in una doppia squalifica. Il rematch viene sospeso visto che Brett si infortuna ad un legamento del ginocchio. Torna a combattere l'8 gennaio a un tapings dell'FCW sconfiggendo Bobby Dutch. Il 3 febbraio 2011, aiuta Lucky Cannon a vincere l'FCW Florida Heavyweight Championship insieme a Maxine contro Bo Rotundo. Nei tapings FCW del 28 marzo, sconfigge Xavier Woods. In quelli del 7 aprile, ha l'opportunità di conquistare per la seconda volta l'FCW Florida Tag Team Championship ma viene sconfitto insieme al suo tag team partner Lucky Cannon dai campioni Seth Rollins & Richie Steamboat.
A causa dei suoi problemi al ginocchio, Brett ha iniziato a seguire dei corsi per diventare arbitro della Florida Championship Wrestling. Tuttavia, il 22 agosto, Ted DiBiase Sr. ha rivelato che i problemi di Brett al ginocchio gli hanno impedito di continuare a proseguire una carriera nel wrestling, anche come arbitro. Secondo suo padre, Brett si era già licenziato dalla FCW e sarebbe stato liberato dal suo contratto alla fine del mese.

## Vita privata
DiBiase è un wrestler di terza generazione. I suoi nonni "Iron" Mike DiBiase, Helen Hild e suo padre "Million Dollar Man" Ted DiBiase sono stati dei wrestler e suo fratello Ted DiBiase jr. è tuttora un wrestler. Il 27 marzo, insieme a suo fratello, ha introdotto il padre nella WWE Hall of Fame. Si è sposato con la sua compagna di college Leah Nicole il 9 giugno 2009.

## Personaggio

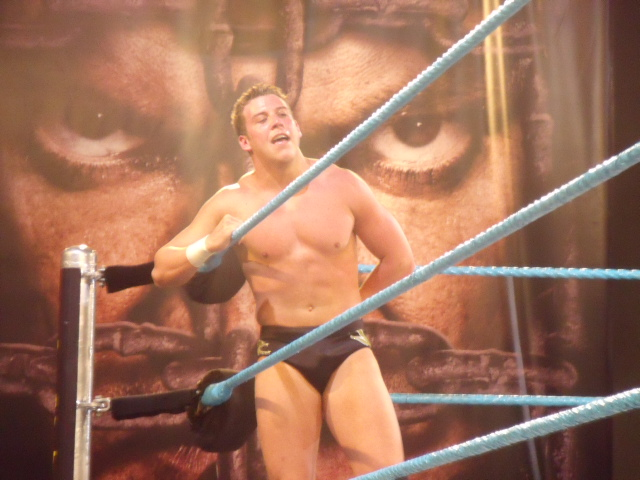
DiBiase in FCW

### Mosse finali
- Missile Dropkick

## Titoli e riconoscimenti
Florida Championship Wrestling
- FCW Florida Tag Team Championship (1 - con Joe Hennig)[1]

Pro Wrestling Illustrated
- 164º tra i 500 migliori wrestler singoli nella PWI 500 (2010)[2]